# 공공미술

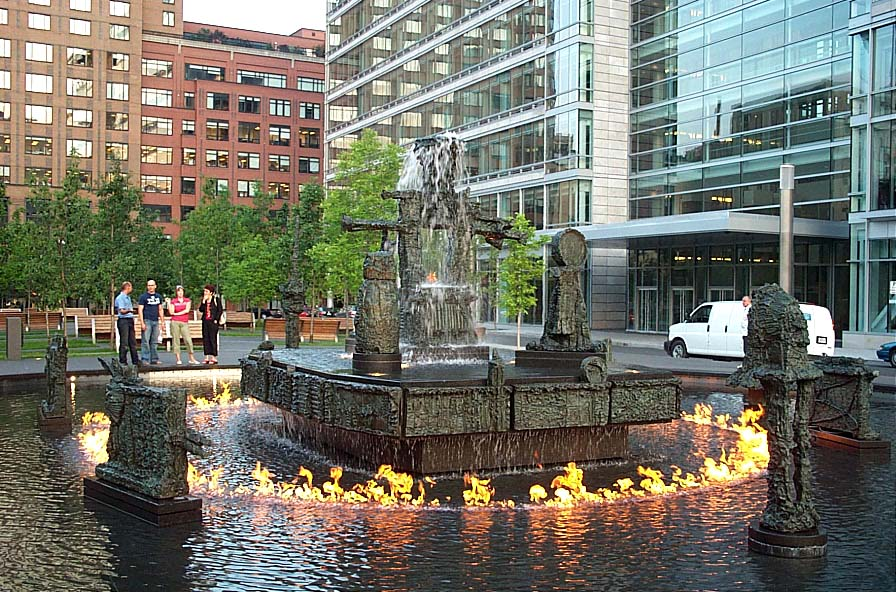
공공미술

공공미술(公共美術)은 대중들을 위한 미술을 뜻한다. 도시 공원에 있는 조각 등이 이에 해당한다. 이 용어는 영국의 존 윌렛이 1967년 《도시 속의 미술 Art in a City》에서 처음 사용한 것으로 알려져 있다. 그는 아트디렉터와 화상·큐레이터·평론가·수집가 등 소수 전문가들의 예술적 향유가 일반 대중의 미감을 대변하는 것처럼 만들어 소수의 행위를 정당화시킨다는 비판적 시각을 가지고, 일반인들의 정서에 개입하는 미술개념으로서의 공공미술을 고안하였다.
일반 대중에게 공개된 장소에 설치·전시되는 작품을 지칭하는 것이 일반적이며, 지정된 장소의 설치미술이나 장소 자체를 위한 디자인 등을 포함한다. 장소에 결합하는 예술이라는 의미를 갖기도 하지만, 조나단 보롭스키(Jonathan Borofsky)의 《망치질하는 남자 Hammering Man》나 헨리 무어(Henry Moore)의 몇몇 작품은 여러 개가 제작되어 여러 장소에 설치되었다.
이것이 설치되는 장소는 대부분 도시이며, 조각·벽화·스트리트퍼니처·포장작업(paving)·디자인 등 다양한 장르를 포괄한다. 근래에는 우리가 생각하는 기념 조형물의 형태를 뒤집어놓거나 날카로운 비판의식으로 공공 영역에 개입하는 경우도 늘고 있다.
제니 홀처(Jenny Holtzer)의 전자게시판 문자 작업과 바버라 크루거(Barbara Kruger)의 광고판 작업, 건축물에 문명 비판의 영상을 만든 크시슈토프 보디치코의 프로젝션 작업 등은 사회적 비판과 미술의 형식미가 절묘하게 만나 공공미술의 영역을 넓힌 경우이다. 오브제 위주의 전통적 공공미술과 달리 이들 작업은 일시적으로 진행된 후 철거된다는 점이 특징적이다.
즉, 전통적 공공미술이 공공의 개념을 장소와 관련시켜 작품을 만들고 소통하는 데 반해, 새로운 공공미술은 장소를 물리적 장소로 보지 않고 사회적·문화적·정치적 소통의 공간으로 간주하며, 그런 의미에 맞는 작품으로 지역공동체와 관람객의 참여, 일시적 작업 등을 제안한다.

## 같이 보기
- 카나리 워프
- 장소 특정적 미술
- 상 (형상)